# Corporación Universitaria Minuto de Dios
La Corporación Universitaria Minuto de Dios (UNIMINUTO) o (UMD) es una universidad privada y católica de Colombia, con sede principal en Bogotá, en varios puntos de la ciudad, sujeta a inspección y vigilancia por medio de la Ley 1740 de 2014 y la ley 30 de 1992  del Ministerio de Educación de Colombia. Fue fundada en 1990 por el sacerdote Rafael García Herreros. Ofrece programas académicos de pregrado, posgrado en especialización y maestría, además de educación continua en modalidades presencial y a distancia. 
Cuenta con certificación ICONTEC ISO 9001:2008 y desde 2012 estuvo en proceso de autoevaluación con fines de acreditación institucional por parte del Consejo Nacional de Acreditación. El pasado 19 de febrero de 2024, el Ministerio de Educación Nacional, otorgó Acreditación Institucional por seis años mediante Resolución 001387 del 19 de febrero de 2024. Tiene 103 grupos de investigación certificados en Minciencias y 17 programas con  Registro de Alta calidad.

## Sedes
La universidad tiene ocho sedes que cubren 50 municipios en Colombia, con cobertura en 22 departamentos, con programas virtuales del Instituto de Educación Virtual y a Distancia. 
|                               |
| Interior de UMD Sede Calle 80 |

|                             |
| Vista desde el séptimo piso |

|                         |
| Edificio San Juan Eudes |

## Historia
El 5 de agosto de 1988 se inició el proyecto de la Corporación Universitaria Minuto de Dios. El 27 de junio de 1990, mediante acuerdo 062, el ICFES aprobó el estudio de factibilidad, y el 1 de agosto del mismo año, mediante Resolución 10345, el Ministerio de Educación Nacional le otorga la personería jurídica a la Corporación Universitaria Minuto de Dios. El 19 de julio del año siguiente, mediante acuerdo 126, el ICFES concede licencia de funcionamiento a los tres programas de Licenciaturas de la Facultad de Educación. El 30 de julio, mediante Acuerdo 145, le concede licencia al programa de Administración para el Desarrollo Social.[cita requerida]
Entre 1991 y 1993 el ICFES le concedió licencia de funcionamiento a los programas de Licenciatura en Informática, Licenciatura en Filosofía, Licenciatura en Básica Primaria y Periodismo. En tanto, en 1992 la Corporación inició sus actividades educativas, con algo más de 200 estudiantes.
En 1997, Camilo Bernal Hadad fue nombrado rector. En 2011, lo reemplazó Leónidas López Herrán.
En el 2017, el Padre eudista Harold Castilla Devoz es nombrado nuevo rector general.

## Emisora Universitaria
UNIMINUTO Radio Bogotá es la emisora universitaria de la Corporación Universitaria Minuto de Dios, fundada en 2009 para emitir a través de Internet.[cita requerida]
A partir de enero de 2014 pasó a ser una estación de radio en la frecuencia 1430 en la banda de AM y pasó a ser parte de la Red de Emisoras Minuto de Dios Colombia, Red de radio universitaria de Colombia, Radio internacional Latinoamérica y Caribe, Radio France Internacionale.[cita requerida]
En 2015 se conforma la red de radio a nivel nacional con el mismo nombre. Actualmente esta red está conformada con emisoras de Soacha, Cundinamarca; Neiva, Huila; Ibagué, Tolima y Bello, Antioquia.

## Programas
La institución cuenta con programas académicos en las Facultades de Ciencias Humanas y Sociales, Ciencias Empresariales, Ciencias de la Comunicación, Educación, ingeniería, entre otros.

## Convenios académicos
La Corporación cuenta con más de 16 convenios nacionales y 133 convenios internacionales de intercambio o desarrollo de prácticas por un semestre dirigidos por La Dirección de Asuntos Internacionales  UNIMINUTO.
Además, varios de sus programas, especialmente los de pregrado en modalidad a distancia, cuentan con recursos educativos adicionales gracias a la colaboración con Coursera. Esta integración en los currículos enriquece el aprendizaje en materias específicas.

## Opiniones
UNIMINUTO es una institución comprometida con la inclusión y la educación transformadora, especialmente valorada en comunidades vulnerables. Su propuesta académica busca formar profesionales éticos y con sentido social. Si bien hay aspectos administrativos y operativos que deben optimizarse, sigue siendo una alternativa sólida para quienes buscan una educación flexible, con propósito y a precios razonables.

## Reconocimientos
- Premio "Finanzas sostenibles 2013" categoría "Logros en negocios incluyentes". Galardón otorgado por el diario Financial Times de Londres y la Corporación Financiera Internacional (IFC) del Banco Mundial, en reconocimiento del modelo educativo de UNIMINUTO como innovador, incluyente, sostenible, replicable y de gran impacto social.[cita requerida]
- Orden a la Educación Superior y a la Fe Pública, Luís López de Mesa, otorgado en varias ocasiones por el Ministerio de Educación Nacional de Colombia.[7]